# Serie B (pallacanestro femminile)
La Serie B è il terzo livello del campionato italiano di pallacanestro femminile.
Dal 2003 al 2011 è stata denominata anche Serie B2 o Serie B regionale per distinguerla dalla Serie B d'Eccellenza.

## Formula
Si tratta del maggiore campionato regionale, organizzato da quasi tutti i comitati regionali della Federazione Italiana Pallacanestro. A causa di questa frammentazione, non esiste una formula unica che accomuni i vari gironi. Al termine della stagione regolare e degli eventuali play-off e play-out, le squadre che ne hanno il diritto vengono promosse in Serie A2 e quelle che retrocedono vengono inserite in Serie C. In molti comitati, però, la C non viene organizzata e quindi la B è l'ultimo livello.

## Storia
La prima stagione è la 1940-1941; si sono svolte tre edizioni nel periodo prima della pausa bellica; in seguito il campionato è ripreso nel 1949-1950.
Fino al 1980-81, la Serie B era il secondo livello, subito dopo la Serie A, ma la creazione della Serie A2 prima e della Serie B d'Eccellenza poi ne hanno diminuito l'importanza.
Solo nella stagione 2011-2012 si è tornati alla Serie B unica, a carattere in parte regionale (per i gironi di qualificazione), in parte nazionale (per la fase finale). È stato un anno di transizione che ha portato all'istituzione della Serie A3 e al nuovo declassamento della B a campionato regionale. Dalla stagione 2015-2016, con l'eliminazione della Serie A3, la Serie B è divenuta il terzo livello nazionale, il primo organizzato a carattere regionale.

## Albo d'oro
| Stagione | Squadra campione       | Altre promozioni                             | Note |
| 1940-41  | FRIGT Torino           | G.U.F. Roma                                  | -    |
| 1941-42  | G.I.L. Bergamo         | -                                            | -    |
| 1942-43  | Modiano Trieste        | -                                            | -    |
| 1949-50  | Reyer Venezia          | -                                            | -    |
| 1950-51  | C.A. Faenza            | Pall. Napoli                                 | -    |
| 1951-52  | Pallacanestro Pavia    | Pallacanestro Sanremo e Pirelli Milano       | -    |
| 1952-53  | Boglio Sempione Milano | Fiamma Udine                                 | -    |
| 1953-54  | Internazionale Trieste | Cestistica Bologna                           | -    |
| 1954-55  | FIAT                   | Ozo Milano                                   | -    |
| 1955-56  | Maurolico Messina      | Standa Milano e C.M.M. Nazario Sauro Trieste | -    |

| Stagione | Promozioni | Note        |
| 1956-57  | Chlorodont Milano e Fari Mantova |             |
| 1957-58  | Autovox Roma e Santa Marinella Roma |             |
| 1958-59  | Fontana Bologna e Cestistica Montecatini |             |
| 1959-60  | Electrolux Milano, Onda Pavia, Pallacanestro Savonese, Salus et Virtus Piacenza, Ultravox Bologna, Bustese Tovaglieri, Pejo Brescia, Michelin Trento, Portorico Vicenza, Cestistica Venezia, Julia Trieste, Hausbrandt Trieste, C.M.M. Nazario Sauro Trieste, CUS Roma e S.S. Napoli |             |
| 1960-61  | Russo Foggia e Silver Treviso |             |
| 1961-62  | nessuna promozione |             |
| 1962-63  | Portorico Vicenza e Pallacanestro Napoli |             |
| 1963-64  | Cestistica Venezia, S.M. Bologna e Bristot Treviso |             |
| 1964-65  | Mivar Trieste, Zaiss Milano e Lanco Torino |             |
| 1965-66  | Standa Ferrara e Geas Sesto San Giovanni |             |
| 1966-67  | Ginnastica Triestina e Fiamma Roma |             |
| 1967-68  | - |             |
| 1968-69  | - |             |
| 1969-70  | - |             |
| 1970-71  | Lanco Torino |             |
| 1971-72  | - |             |
| 1972-73  | - |             |
| 1973-74  | - |             |
| 1974-75  | - |             |
| 1975-76  | - |             |
| 1976-77  | - |             |
| 1977-78  | - |             |
| 1978-79  | - |             |
| 1979-80  | - |             |
| 1980-81  | - |             |
| 1994-95  | Pallacanestro Torino |             |
| 2004-05  | Pallacanestro Torino |             |
| 2019-20  | campionati conclusi per la pandemia di COVID-19 in Italia | [ 2 ]       |
| 2020-21  | Blue Lizard Capri, Torino Teen Basket, Thunder Basket Matelica, Amatori Savona | [ 3 ] [ 4 ] |
| 2021-22  | Girls Ancona, Stella Azzurra e Futurosa Trieste | [ 5 ]       |
| 2022-23  | Basket Roma, Torino Teen Basket, OFG Giussano e Thermal Basket | [ 6 ]       |
| 2023-24  | Basket Cavezzo, Virtus Cagliari e Salerno Basket 92 | [ 7 ]       |